# Relaciones Bolivia-México
El Estado Plurinacional de Bolivia y los Estados Unidos Mexicanos establecieron relaciones diplomáticas en 1831 y con embajadas entre ambos países a partir del año 1939. Ambas naciones son miembros de la Asociación Latinoamericana de Integración, Comunidad de Estados Latinoamericanos y Caribeños, Naciones Unidas y la Organización de los Estados Americanos.
Hay una comunidad de aproximadamente 10.000 ciudadanos mexicanos que residen en Bolivia, la mayoría proveniente de la comunidad menonita.

## Historia
Históricamente, ambos territorios albergaron culturas indígenas como lo son los aztecas y mayas en México, y los incas y los aimaras en Bolivia. Ambos países formaron parte del Imperio español hasta principios del siglo XIX. México formó parte del Virreinato de Nueva España, mientras que Bolivia fue primero parte del Virreinato del Perú y luego en 1776, se convirtió en parte del Virreinato del Río de la Plata. Poco después de la independencia, ambas naciones establecieron relaciones diplomáticas.
En 1831, México envió su primer embajador concurrente a Bolivia, con sede en Buenos Aires, Argentina. En septiembre de 1902, se inauguró el primer consulado general mexicano en La Paz y por lo tanto la primera misión diplomática oficial de México en el país. En 1934, Bolivia abrió su primera misión diplomática en la Ciudad de México. En febrero de 1939, ambas misiones diplomáticas fueron elevadas a embajadas en las respectivas capitales, respectivamente.
Entre 1964 y 1982, Bolivia fue gobernada por una junta militar. Durante este período de tiempo, las relaciones diplomáticas entre Bolivia y México se tornaron tensas. Entre 1967 y 1980, la embajada de México en La Paz brindó asilo a 260 ciudadanos bolivianos durante ese período. El asilado más prominente de la embajada fue el doctor Antonio Arguedas Mendieta, ciudadano boliviano y exministro del Interior, quien en 1968 dispuso copias de los diarios capturados del Che Guevara para ser introducidos de contrabando a La Habana, Cuba, después de su muerte en Bolivia en octubre de 1967. Cuando el gobierno del Presidente René Barrientos descubrió los documentos que faltaban, se descubrió que el Dr. Arguedas Mendieta era un agente de la CIA que había sido reclutado para matar al Che Guevara en el país, pero pronto se desencantó con el gobierno boliviano y decidió enviar los diarios de Guevara a Cuba. El Dr. Arguedas Mendieta fue acusado por el estado boliviano por la venta de secretos de estado y en julio de 1969 el Dr. Arguedas Mendieta solicitó asilo en la embajada mexicana, donde permaneció hasta mayo de 1970, cuando se le otorgó salvoconducto de Bolivia a México.

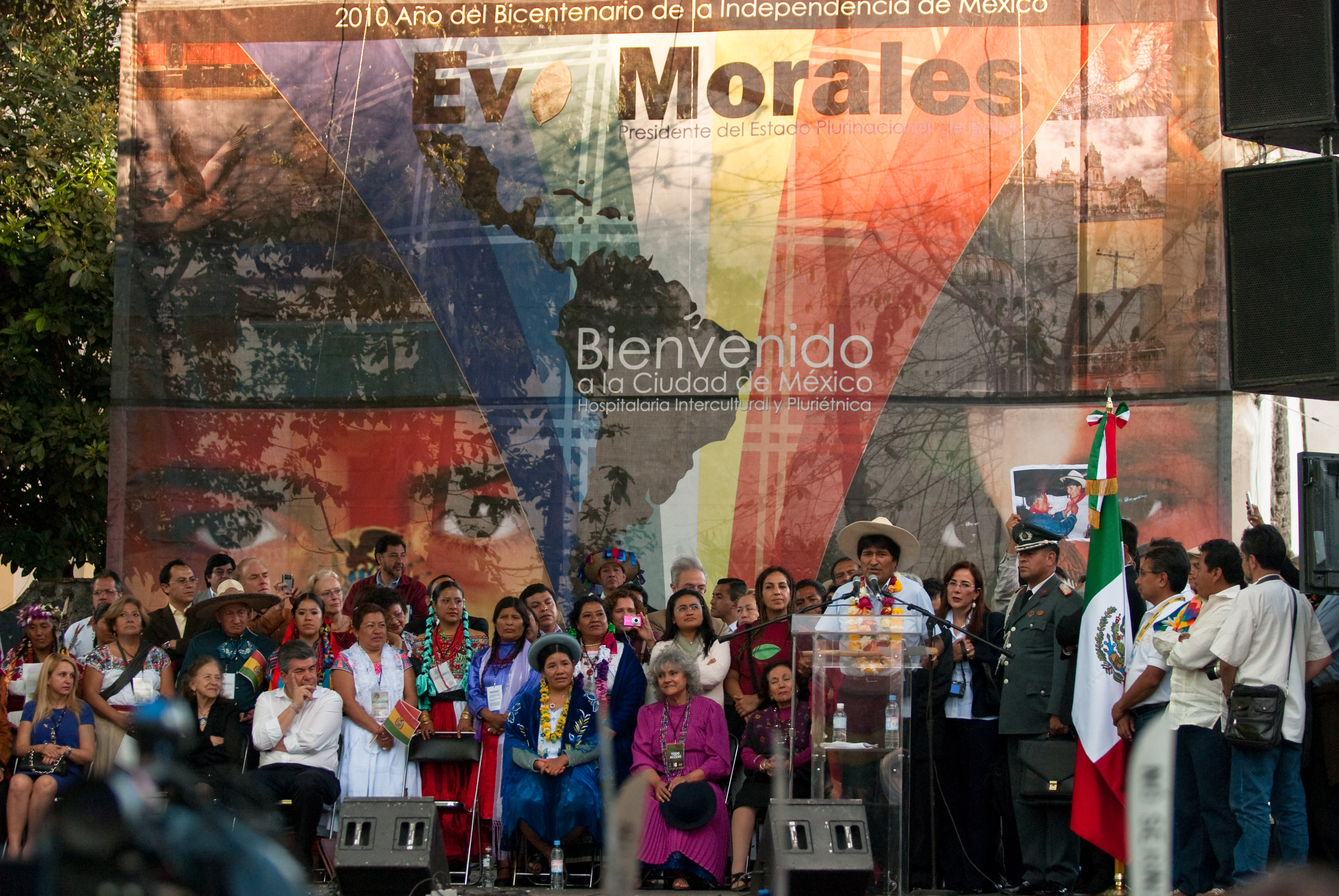
El presidente boliviano, Evo Morales, en la Ciudad de México; 2010.

En 1960, el presidente mexicano Adolfo López Mateos había planeado visitar Bolivia, sin embargo, su visita fue suspendida por la fuerza mayor. En 1963, el presidente Víctor Paz Estenssoro se convirtió en el primer jefe de Estado boliviano en visitar México. En 1990, el presidente Carlos Salinas de Gortari se convirtió en el primer jefe de Estado mexicano en realizar una visita oficial a Bolivia.
En septiembre de 1994, Bolivia y México firmaron un acuerdo de libre comercio, sin embargo, en junio de 2010, el presidente boliviano Evo Morales canceló el acuerdo de libre comercio con México. En enero de 2019, el canciller boliviano, Diego Pary, visitó México y se reunió con el canciller mexicano Marcelo Ebrard. Durante la visita, México declaró que tiene la intención de eliminar los requisitos de visa para los ciudadanos bolivianos con fines turísticos.

#### Crisis política en Bolivia de 2019
Durante las Elecciones generales de Bolivia de 2019, la Organización de los Estados Americanos realizó una auditoría que encontró "manipulación clara" en las elecciones e irregularidades significativas supervisadas por la Comisión Electoral. Tras las protestas, el presidente Morales acordó celebrar nuevas elecciones el 10 de noviembre de 2019; sin embargo, poco después, el presidente Morales y su vicepresidente, Álvaro García Linera, renunciaron a su cargo después de perder el apoyo de la policía y el ejército. El gobierno mexicano ofreció asilo al presidente Morales en México, que aceptó al día siguiente antes de abordar un avión de la Fuerza Aérea Mexicana para México y llegó a la Ciudad de México el 12 de noviembre de 2019. El 12 de diciembre de 2019, Evo Morales salió de México para Argentina después que el nuevo presidente, Alberto Fernández, asumiera la presidencia y donde se le concedió el asilo.
Desde la llegada de Evo Morales a México, las relaciones entre México y el nuevo gobierno boliviano de la presidenta interino, Jeanine Áñez, fueron tensas. La embajada de México en La Paz abrió la residencia de su embajada a varios ex-asociados de Evo Morales, y esto provocó protestas por bolivianos que se opusieron al expresidente. El gobierno mexicano acusó a las autoridades bolivianas de acosar e intimidar a su personal diplomático, y pedio a la Corte Internacional de Justicia que medie en la disputa.
El 30 de diciembre, unos días después de que dos diplomáticos españoles visitaron la residencia de la embajada mexicana para hacer una visita de cortesía; el gobierno boliviano expulsó a la embajadora mexicana, María Teresa Mercado, del país junto con dos diplomáticos españoles y acusó a ambos gobiernos de lesionar "gravemente la soberanía del pueblo y del Gobierno constitucional de Bolivia" y de tener motivos "hostiles" ulteriores, creando así una disputa diplomática entre el gobierno boliviano con México y España. La cancillería mexicana rebajó la misión diplomática en Bolivia a “Encargado de negocios” mientras que en México no se realizó ninguna acción diplomática recíproca contra Bolivia.

#### Post crisis política
Después de la victoria electoral de Luis Arce en las Elecciones generales de Bolivia de 2020; las relaciones entre Bolivia y México volvieron a ser amistosas. El presidente Arce visitó México en marzo de 2021 y se reunió con su homólogo mexicano Andrés Manuel López Obrador. En mayo de 2021, México eliminó los requisitos de visa para que los titulares de pasaportes bolivianos ordinarios visiten México. En septiembre de ese mismo año, el presidente Arce regresó a México para asistir a la VI Cumbre de la CELAC.

## Visitas de alto nivel

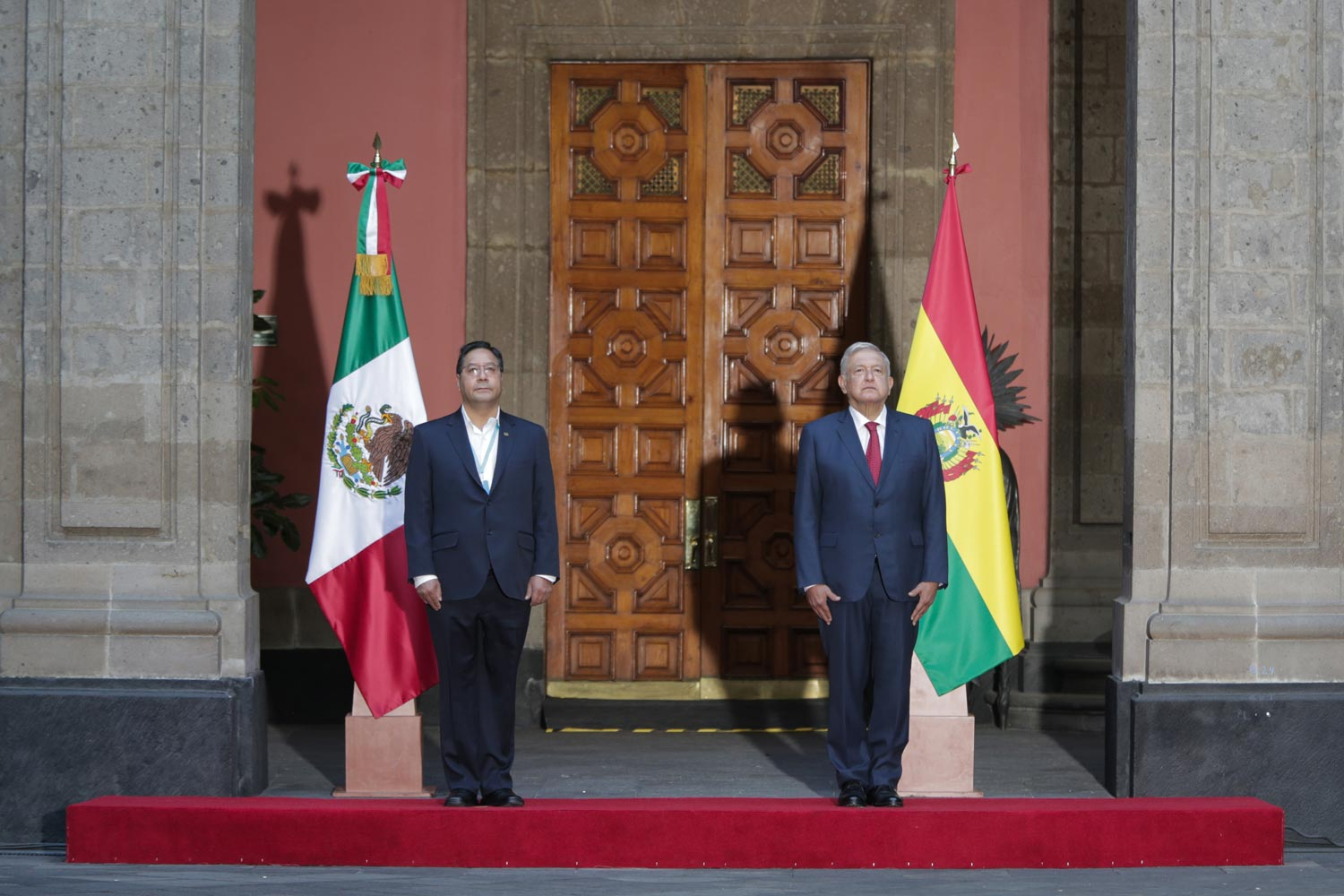
El presidente mexicano Andrés Manuel López Obrador junto con el presidente boliviano Luis Arce en Ciudad de México (marzo de 2021).

Visitas presidenciales de Bolivia a México
- Presidente Víctor Paz Estenssoro (1963)
- Presidente Jaime Paz Zamora (1990)
- Presidente Hugo Banzer Suárez (1998)
- Presidente Jorge Quiroga (2002)
- Presidente Evo Morales (2010, 2018)
- Presidente Luis Arce (marzo y septiembre de 2021)

Visitas presidenciales de México a Bolivia
- Presidente Carlos Salinas de Gortari (1990)
- Presidente Ernesto Zedillo (1996)
- Presidente Vicente Fox (2003, 2005)

## Acuerdos bilaterales
Ambas naciones han firmado varios acuerdos bilaterales como un Tratado para la Ejecución de Sentencias Penales (1985); Acuerdo de Cooperación Técnica y Científica (1990); Acuerdo de Cooperación para la Lucha contra el Narcotráfico y la Farmacodependencia (1990); Acuerdo de Transporte Aéreo (1993); Convenio en Educación, Deporte y Cooperación Cultural (1998); Tratado de Cooperación de Asistencia Jurídica en Materia Penal (2005); Tratado de Extradición (2007) y un Acuerdo de Cooperación en Asistencia Administrativa Mutua e Intercambio de Información en Materia Aduanera (2015).

## Comercio
En septiembre de 1994, se firmó un acuerdo de libre comercio entre las dos naciones, sin embargo, en junio de 2010, el presidente boliviano Evo Morales canceló el acuerdo de libre comercio con México. En 2023, el comercio bilateral entre Bolivia y México ascendió a $276 millones de dólares. Las exportaciones de Bolivia a México incluyen: estaño en bruto, soja, semillas y frutos oleaginosas, cascos, cueros y pieles, cinc minerales y sus concentrados. Las exportaciones de México a Bolivia incluyen: vehículos de motor y tractores, medicamentos, electrodomésticos, maquinaria, extractos de malta y petróleo.
Las empresas multinacionales mexicanas Gruma y Grupo Bimbo operan en Bolivia.

## Misiones diplomáticas residentes
- Bolivia tiene una embajada en la Ciudad de México.[21]
- México tiene una embajada en La Paz.[22]

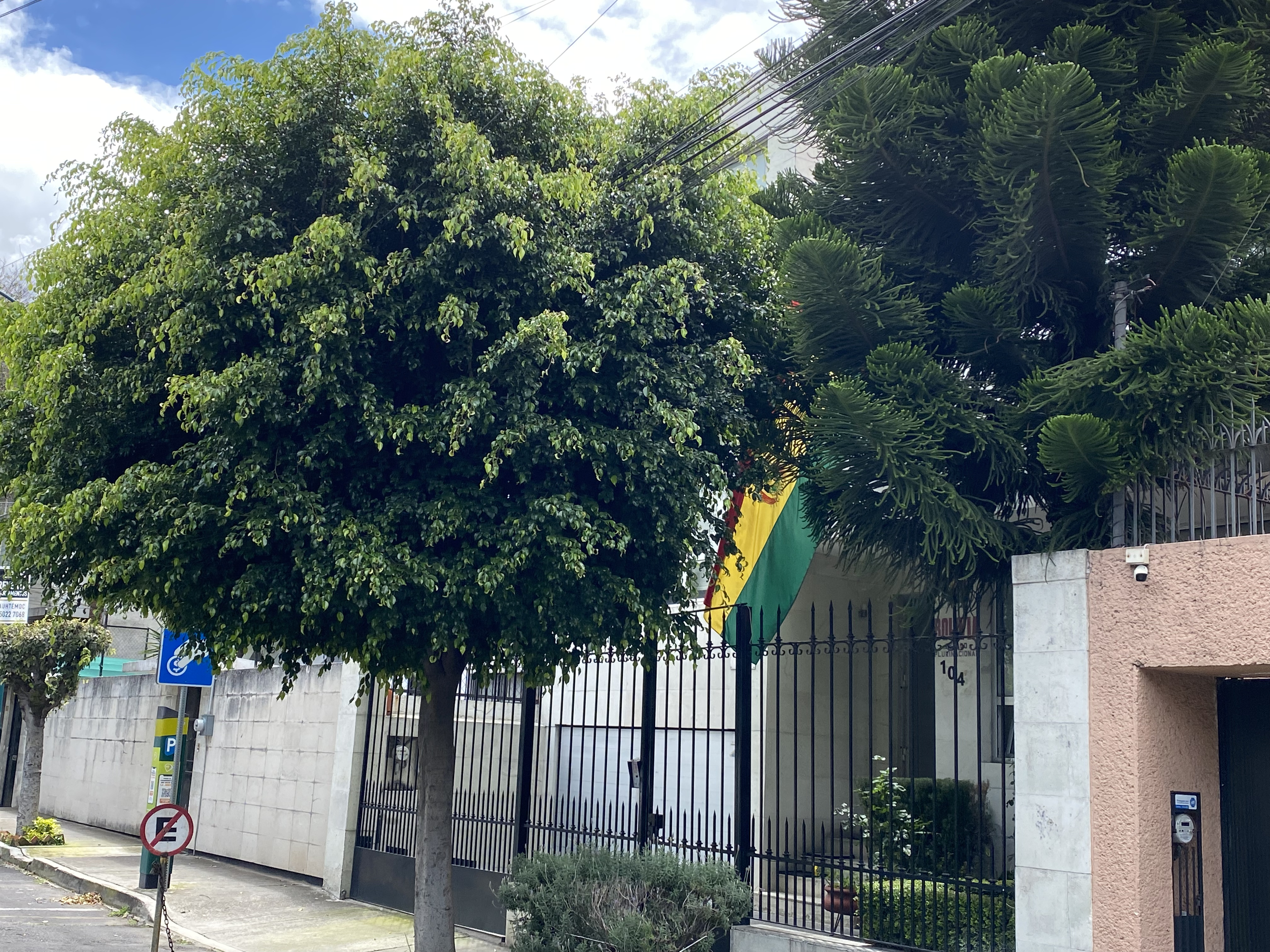
Embajada de Bolivia en la Ciudad de México
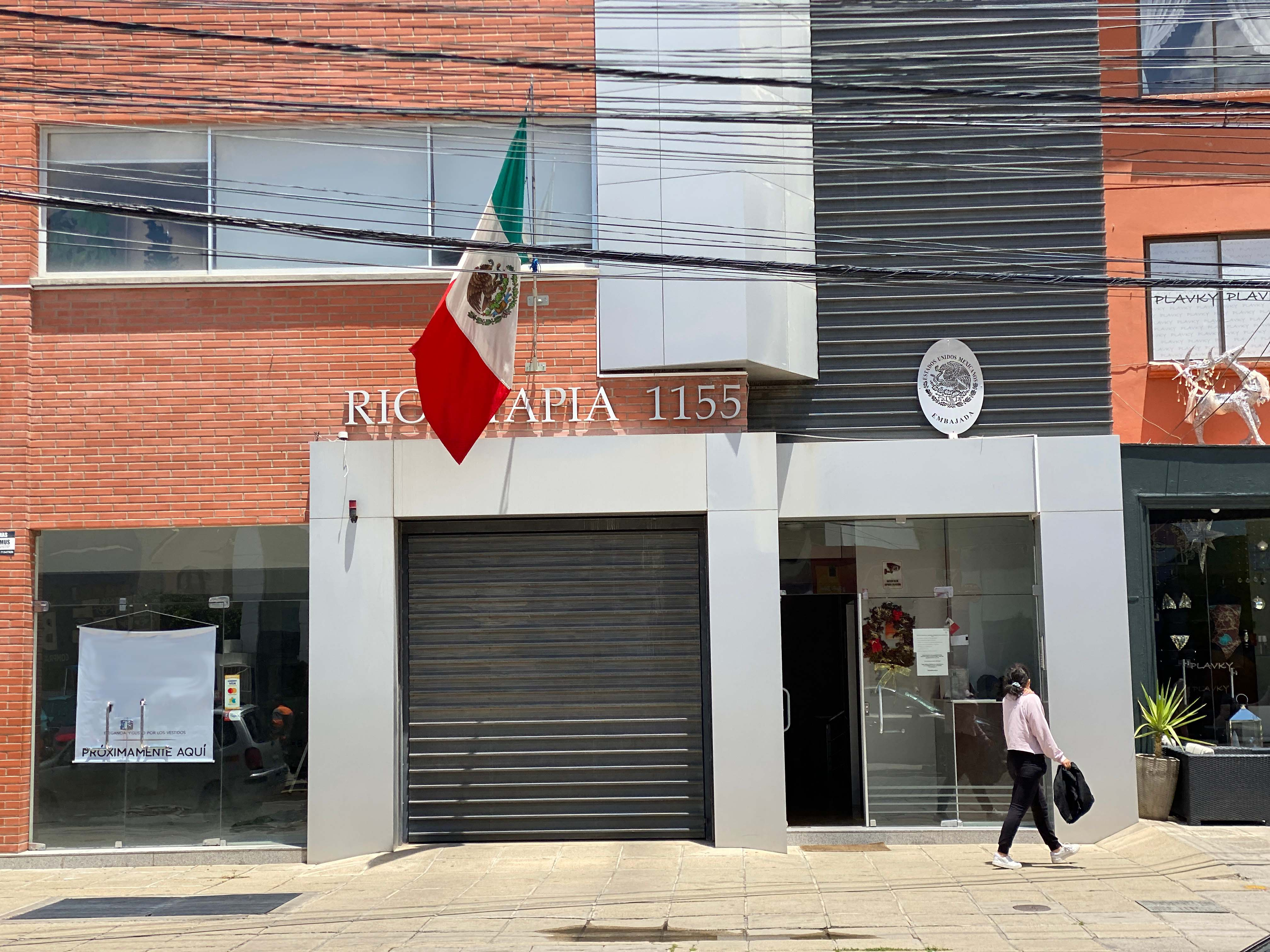
Embajada de México en La Paz